# ほしら
ほしら（1974年3月9日‐）は、日本の俳優、スーツアクター、TikToker、埼玉県川口市出身、株式会社STONEPRODUCTION 所属本名は福田和明（ふくだかずあき）。

## 来歴
高校時代ラグビー部に所属、「誰とでも対等に話すことができる」という理由でラグビー部の部長になった。
高校3年生のときに就職の内定を受け、「果たしてこれでいいのか？」と疑問を持った。
当時ハマっていた六田登先生の「F』という漫画の影響を受け、F1ドライバーの中嶋悟の引退もあり「オラ、F!レーサーになる！！」と就職の内定を蹴り、運転免許を取得。トラックの運転手になる。
アルバイトの面接の時にR32GTRで乗りつけた運送会社の息子と出会い、運転のノウハウを学ぶ。
その後、ガソリンスタンドで働きながらアマチュアとしてレース活動を行うが、才能も金銭的にも厳しいとレーサーになるのを諦める。
ガソリンスタンドのアルバイトを辞め、ニート生活の中でアルバイト雑誌に載っていた着ぐるみバイトを発見。
遊園地で風船を配る様なアルバイトを想像して面接に行くと、実はヒーローショーをやっている事務所であった。
2年間ヒーローショーにて技を磨き、円谷プロダクションに所属。
数々のショーに出演し、スーツアクターとしての才能に目覚める。
30代、スーツアクターだけでは飽き足らず、自分自身としてステージに立ちたいと思い、俳優の道を目指す。
2008年20月 演劇集団池田塾「痩せてたまるか」にて舞台デビュー コンプレックスだった薄毛を劇団の塾長に個性だと言われ、コンプレックスを克服。
2009年円谷時代の友人がマネージメントしている事務所O .S.P に所属、芸名を福田アキ☆ラに改名した。
即興芝居のプロリーグ「アクトリーグ | 演劇・ミュージカル等のクチコミ＆チケット予約 ...」に参加 ソニックテイルに所属する。
日本テレビ「ナイナイプラス ノーギャラ芸能人」の回に出演 ひな壇の難しさを経験。
爪痕を残せず、悔しい思いをする。
2012年3月 博多座にて舞台「『時代劇版 101回目のプロポーズ』 | omoshii」に出演。
星野哲郎の影武者役として、武田鉄矢と共演。
セリフのやり取りはなく、武田鉄矢のアドリブにリアクションで応えるという、スーツアクターでの経験が生かされる。
公演最終日、武田鉄矢に「俺のアドリブに尽きてきてくれてありがとな」と言われる。

### パルクールとの出会い
俳優活動と並行して、スーツアクターをフリーで行っていた。
2015年「ウルトラヒーローズ THE LI VE アクロバトルクロニクル」にスーツアクターとして参加。
そこでのパルクールパフォーマとの出会いが運命を大きく変える。
20代の頃、ロンダートバク転などはできたが、本格的なアクロバットに取り組むことはしなかった。
ステージで軽やかに、自由自在にアクロバットを繰り出すZENを初めとするパルクールパーフォーマーのアクロバットに衝撃を受け、公演以降からアクロバットに真剣に取り組む。この時40歳であった。
スタントマン及び俳優の芦原由幸と井口基水の三人でチームアシ☆ラを結成。
主にアクション練習やスーツアクター現場などの活動を行う。

### ほしらになった経緯
福田アキ☆ラと言う芸名で活動始めて10年目の舞台で先輩の俳優に「名前に☆があるのが気に食わない、芸名を変更しろ」と言われ必死に抵抗するも、「よく考えたら、誰もアキ☆ラと呼んでくれないし、むしろ読みずらいから使いづらいだろうし、10年目だからいっそのこと芸名変えちゃおうか！」と開き直り、舞台終了後から芸名を「星羅」に変更。
しかし漢字も読みづらいし、せいらと読まれるので、ひらがな表記のほしらに変更する。
ストレンジマン
2018年10月
アクション練習でのユニット チームアシ☆ラ 主催で「ストレンジマン」を公演
自身で脚本、主演を務める。（主演ほしら 芦原由幸）
作品は演劇の垣根を取っ払うを目標に、子供から大人まで楽しめる作品、値段設定で公演。役者仲間の藤木蜜から「（演出や芝居は）雑だけど面白かった」と言う最高の評価を受ける。
出演者、スタッフからは「またやりたい」と言ってもらえているが、本人は公演準備やなんやらが辛すぎて二度とやりたくないと思っている。が、いつかまたやろうとも思っている。
ストレンジマン公演中にyoutubeのLive配信を実施したことや、スマホをアンドロイドからiPhone に変えたことをきっかけに動画編集を始め、TikTokやyoutubeの投稿も始める。

## TikTok
元々、ジャズダンス、タップダンスを2年ほど習っていて、踊りたい願望あり、TikTokは最適な表現の場であった。
とはいえ初めはアクロバットやアクションの動画ばかりアップしていた。
アクロバットに関しては、必死に頑張るおじさんの姿に若者や同世代が共感し、ダンス動画では見た目とのギャップが受け、フォロワー14万人（2024年現在）である。
ここ数年では他のTikTokerとのコラボも実現している。
2024年2月、STONEPRODUCTION 出資の映画では、アシスタントプロデューサー及び出演も兼ねる。

## 出演

### テレビ・ドラマ
- 日本テレビ「ナイナイプラス ノーギャラ芸能人」1回目
- NHK「タイムスクープハンター シーズン2」第8話
- テレビ朝日「仮面ライダーオーズ」第36話
- NHK 大河ドラマ「龍馬伝」第23回
- NHKドラマ「いつか陽のあたる場所で」
- テレビ朝日「仮面ライダーウィザード」第16話
- TBS「Find The WASABI」第13回
- TBSドラマ「なるようになるさ2」第7話
- 日本テレビ「ヒガンバナ」第1話
- テレビ東京「ウルトラマンニュージェネレーションクロニクル」#3、#4

### 映画
- 「SPINNING KITE」
- 埼玉家族 「キャンディ」
- 「恋するアンチヒーロー」ラッキー役
- 「唐人街探偵 東京mission」 アクション部

### CM
- 「占いサイト ウラナ」 Web CM
- freee株式会社「クラウド会計ソフト アクロバティック管理部⻑」Web CM
- 親和クリニック CM
- ペヤングと渋川伊香保温泉のコラボ企画「温泉総選挙」Web CM

### PV
- 吉田Q「夜桜デート」

### 舞台
2008年
- 10月 演劇集団池田塾「痩せてたまるか!」築地本願寺ブティストホール

2009年
- 5月 法廷劇「評決まで〜一人の裁判員として〜」東洋大学井上円了ホール
- 9月 即興芝居のプロリーグ「アクトリーグ」ソニックテイル所属

2012年
- 3月 時代劇版「101回目のプロポーズ」博多座 7月 Gフォースプロデュース「タカナシ家、明日は晴れ」Gフォースアトリエ

2013年
- 5月 Gフォースプロデュース「飛龍伝」Gフォースアトリエ
- 7月 レバ刺し☆HOPPI「A Dear Song」浅草リトルシアター
- 9月 円谷プロダクション「独りぼっちの地球人〜feat ULTRA SEVEN〜」新宿スペース107
- 10月 ASKプロデュース「WORLD」シアター1010
- 12月 「たこ焼きウエスタン」浅草リトルシアター

2014年
- 11月 レバ刺し☆HOPPI「洞窟〜Dou-Kutsu〜」浅草リトルシアター
- 12月 「たこ焼きウエスタン」浅草リトルシアター

2015年
- 5月 浅草新喜劇団「旗揚げ公演」浅草リトルシアター
- 9月 浅草喜劇団「探せ、涙のへそくり泥棒」浅草リトルシアター
- 11月 レバ刺し☆HOPPI「タカラモノ」浅草リトルシアター
- 12月 浅草喜劇団「爆買い!中国人妻」浅草リトルシアター

2016年
- 1月 浅草喜劇団「爆買い!中国人妻」浅草リトルシアター
- 2月 浅草喜劇団「⻤の角」浅草リトルシアター
- 3月 レバ刺し☆HOPPI「さったんはね、知りすぎたホトケ」浅草リトル
- 5月 浅草喜劇団「昭和なコント集」浅草リトルシアタ4
- 6月 浅草喜劇団「昭和なコント集」浅草リトルシアター
- 8月 浅草くじら座「かもめもどき」浅草リトルシアター
- 10月 浅草くじら座「コント劇場」浅草リトルシアター
- 10月 独断流GARAGARADON 「キルデンダイクの四兄弟」俳優座
- 12月 浅草くじら座「コント劇場」浅草リトルシアター

2017年
- 2月 浅草くじら座「⻤の角」浅草リトルシアター
- 4月 浅草くじら座「コント・漫才」浅草リトルシアター
- 6月 劇団ハッスルマニア「味噌!!!ーShining soy storyー」日暮里D倉庫 嘉島典俊「嘉島まつり2017」日本橋公会堂
- 8月 浅草くじら座「かもめもどき」浅草リトルシアター チークパイ公演「あめの声・なつの唄」新宿SPACE梟門
- 10月 浅草くじら座「コント・漫才」浅草リトルシアター
- 12月 坂本真プロデュース「みぎしだりまっつぐ」浅草リトルシアター

2018年
- 6月 嘉島典俊「嘉島まつり2018」日本橋公会堂
- 8月 レバ刺し☆HOPPI「びーどろ」浅草リトルシアター
- 10月 チームアシ☆ラ公演「ストレンジマン」星羅名義での出演 2019年〜8月〜シェイクスピア「十二夜」生向けの学校公演

2023年
- 4月 水戶芸術館 ゆうくんとマットさんの「くものすおやぶんとりものちょう」くわえもん役